# Charlotte Becker
Charlotte Becker (ur. 19 maja 1983 w Datteln) – niemiecka kolarka torowa i szosowa, mistrzyni świata w kolarstwie szosowym - w jeździe drużynowej na czas, brązowa medalistka torowych mistrzostw świata i srebrna medalistka torowych mistrzostw Europy.

## Kariera
Pierwszy sukces w karierze Charlotte Becker osiągnęła w 2000 roku, kiedy zdobyła brązowy medal mistrzostw świata juniorów w indywidualnym wyścigu na dochodzenie. Sukces ten powtórzyła także rok później, a w latach 2004 i 2005 zdobywała złote medale mistrzostw Europy U-23 w wyścigu punktowym. W 2006 roku została mistrzynią kraju w indywidualnej jeździe na czas, a dwa lata później była najlepsza w indywidualnym wyścigu na dochodzenie. Podczas mistrzostw świata w Manchesterze w 2008 roku wspólnie z Vereną Joos i Alexandrą Sontheimer zdobyła brązowy medal w drużynowym wyścigu na dochodzenie. W tym samym roku wystartowała także na szosowych mistrzostwach świata w Varese, gdzie zajęła dziewiąte miejsce w indywidualnej jeździe na czas. W 2010 roku brała udział w torowych mistrzostwach świata w Kopenhadze, gdzie była między innymi siódma w omnium i sprincie drużynowym. Ponadto na mistrzostwach Europy w Apeldoorn w 2011 roku zdobyła srebrny medal w drużynowym wyścigu na dochodzenie. W 2012 roku wspólnie z koleżankami z zespołu Team Specialized–lululemon zdobyła złoty medal w jeździe drużynowej na czas na szosowych mistrzostwach śwaita w Valkenburgu.